# Zentraler Verwaltungsbezirk (Moskau)
Der Zentrale Verwaltungsbezirk (russisch Центральный административный округ/ Zentralny administratiwny okrug) ist einer der zwölf Verwaltungsbezirke der russischen Hauptstadt Moskau.

## Lage
Der Zentrale Verwaltungsbezirk befindet sich im zentralen Stadtgebiet der Stadt Moskau. Er umfasst den historischen Stadtkern Moskaus, insbesondere das gesamte Areal innerhalb des Gartenrings sowie einige angrenzende Gebiete. Zum Zentralen Verwaltungsbezirk gehören 10 Stadtteile.

## Beschreibung
Die Stadtteile im Zentralen Verwaltungsbezirk zählen zu den ältesten der Stadt und sind für Touristen auch der Magnetpunkt, um die Stadt kennenzulernen. Der Fluss Moskwa fließt mitten durch den Stadtbezirk. Hier befinden sich auch mehrheitlich die Ministerien und andere staatliche Behörden der Russischen Föderation, darunter das Regierungsgebäude und die Präsidialverwaltung. Vielerorts im Bezirk befinden sich zahlreiche Bürogebäude. Die Wohnungs- und Büroimmobilienpreise im Zentralen Verwaltungsbezirk sind mit Abstand die teuersten in Moskau.

## Ausgewählte Sehenswürdigkeiten
- Arbat
- Basilius-Kathedrale
- Bolschoi-Theater
- Boulevardring
- Christ-Erlöser-Kathedrale
- Epiphanien-Kathedrale zu Jelochowo
- Haus an der Uferstraße
- altes Geschäftsviertel Kitai-Gorod
- Kotelnitscheskaja Nabereschnaja
- Kathedrale der Unbefleckten Empfängnis
- Lubjanka
- Kreml und Kremlkai
- Moskau City, Bagrationbrücke
- Nowodewitschi-Kloster und Nowodewitschi-Friedhof
- Patriarchenteiche
- Puschkin-Museum
- Roter Platz
- Tretjakow-Galerie
- Twerskaja-Straße
- Viele architektonisch anspruchsvolle Metrostationen

## Stadtteile im Zentralen Verwaltungsbezirk
| - Arbat - Basmanny - Chamowniki - Jakimanka - Krasnosselski | - Meschtschanski - Presnenski - Samoskworetschje - Taganski - Twerskoi |

## Partnerstädte
- Ingolstadt, Deutschland (seit 1995)[1]
- Riga, Lettland